# Simonestus robustus
Simonestus robustus is een spinnensoort uit de familie van de loopspinnen (Corinnidae).
De wetenschappelijke naam van de soort werd in 1937 als Corinna robusta gepubliceerd door Arthur Merton Chickering.